# Bajo Cinca/Baix Cinca
Bajo Cinca/Baix Cinca, Bajo Cinca (en castillan) ou Baix Cinca (en catalan), est une comarque d'Aragon (Espagne).
La comarque est située essentiellement dans la province de Huesca, seul Mequinenza appartient à la province de Saragosse.

## Présentation
Les comarques/provinces limitrophes :
- Nord – Litera/Llitera et Cinca Medio
- Sud – Bajo Aragón-Caspe
- Est – province de Lérida (Catalogne)
- Ouest – Monegros

La comarque du Bajo Cinca est une des six comarques officielles (ou quatre comarques dites naturelles) qui forment la Frange d'Aragon.

## Communes
La région est formée par les municipalités de Ballobar, Belver de Cinca, Candasnos, Chalamera, Fraga, Mequinenza, Ontiñena, Osso de Cinca, Torrente de Cinca, Velilla de Cinca et Zaidín. Les 11 municipalités qui le composent sont originaires de la province de Huesca, à l'exception de Mequinenza qui appartient à Saragosse.

## Géographie
Le Bajo/Baix Cinca, limite à l'est avec la Communauté autonome de Catalogne, au nord avec la région de Cinca Medio et La Litera, à l'ouest avec Monegros et au sud avec Bajo Aragón. La région se trouve sur le dernier tronçon de la rivière Cinca, au centre de la dépression de l'Èbre, à cheval entre les provinces de Saragosse, Huesca et Lleida. La rivière Cinca, axe historique et culturel, est l’axe qui divise le Bajo/Baix Cinca de façon asymétrique et qui regroupe presque tous les noyaux, à l’exception de Candasnos.
Son relief est le résultat de milliers d’années de travaux dans la rivière Cinca qui, avec l’évolution de ces dernières, creusait son chenal en formant de larges terrasses irrégulières sur les deux rives de son chenal, converties depuis toujours en vergers fertiles. La géographie de la zone est caractérisée par le contraste des berges fertiles de l'Èbre, de Cinca et de Segre et de la terre sèche qui s'étend à l'extérieur des vallées. Ces dernières années, l'irrigation s'est également développée dans les zones pluviales, de sorte que le paysage a été légèrement modifié pour l'adapter aux besoins de l'agriculture.
L’Aiguabarreig (« mélange d’eau » en catalan), qui se forme dans la dernière partie du confluent des rivières Cinca, Segre et Ebro à Mequinenza, revêt une importance naturelle particulière. C'est le plus grand confluent fluvial d'Europe et on peut le trouver de la faune et de la flore avec les caractéristiques typiques des steppes et des déserts à l’énorme richesse ornithologique qui abonde sur les rives des rivières.

## Climatographie
Le climat est continental et peu pluvieux, ce qui détermine la végétation du Bajo/Baix Cinca. Les mois les plus chauds sont les mois de juillet et août, où la température peut atteindre 40 °C. Pendant les mois froids de décembre et janvier, les températures varient entre 0 et -5 °C. La région vent froid et sec du cerf qui descend le long de la vallée de l'Èbre.
Le niveau moyen des précipitations varie entre 300 et 400 mm et est très irrégulièrement réparti sur l’année. Les périodes prolongées de sécheresse sont courantes au cours de l'année.

## Institution
La région a été approuvée par la loi 20/2002, publiée le 7 octobre 2002 au Journal Officiel d’Aragon. Bien qu’elle ne soit officiellement constituée que le 27 novembre 2002, elle assume ses pouvoirs à compter du 1er janvier 2003. 

## Population
La transformation socio-économique vécue en Espagne dans les années 1960 a provoqué territorialement un double courant d'émigration: des régions intérieures à la périphérie et des zones rurales vers les centres urbains. Pour la région du Bajo/Baix Cinca, comme pour d'autres régions d'Aragon, cela signifiait un fort dépeuplement de ses noyaux ruraux et la concentration d'une partie de la population dans la capitale de la région.
La population de la région représente 11,03% du total de la province de Huesca. La proportion entre hommes et femmes est assez homogène. Fraga est le lieu de concentration de la majorité de la population, suivi de Mequinenza avec près de 9,64% du total régional. 

## Économie
La région de Bajo/Baix Cinca est l'une des régions les plus dynamiques d'Aragon, principalement promue par le secteur agricole. Le pourcentage de la population employée dans l'agriculture par rapport au total est de 25,5%, ce qui crée une importante valeur ajoutée dans le secteur des fruits sucrés. Le Bajo/Baix Cinca est la région aragonaise qui compte le plus d’hectares cultivés dans ce secteur. 
Le Bajo/Baix Cinca a toujours été une région éminemment agricole pour deux raisons fondamentales, la première parce qu’elle est traditionnellement et culturellement associée à la campagne et la seconde en raison du facteur météorologique et du faible taux de précipitations. C’est un secteur très important, avec une augmentation considérable de la production provoquée par la modernisation des exploitations agricoles et à l’augmentation de la superficie irrigable de Mequinenza dédié à la pêche, les cerises, l'olive et l'amande. 
Le secteur des services est également important pour l’économie de la région et représente la deuxième source de revenus pour la population, avec une importance particulière pour le secteur du tourisme dans des régions telles que Mequinenza, qui comptent de nombreuses entreprises de tourisme actif, de pêche sportive et de tourisme culturel. qui attirent des visiteurs nationaux et internationaux tout au long de l'année.
Dans le passé, le secteur de la production d'énergie était concentré à Mequinenza avec son bassin houiller de lignite, exploité depuis plus de 150 ans. Après la fermeture des dernières mines, ce patrimoine historique industriel est visible au Musée de la Mine de Mequinenza. À la fin des années 60, a été construit le barrage de Mequinenza et cela a causé la vieille population de Mequinenza qui devait être reconstruit à nouveau.

## Histoire

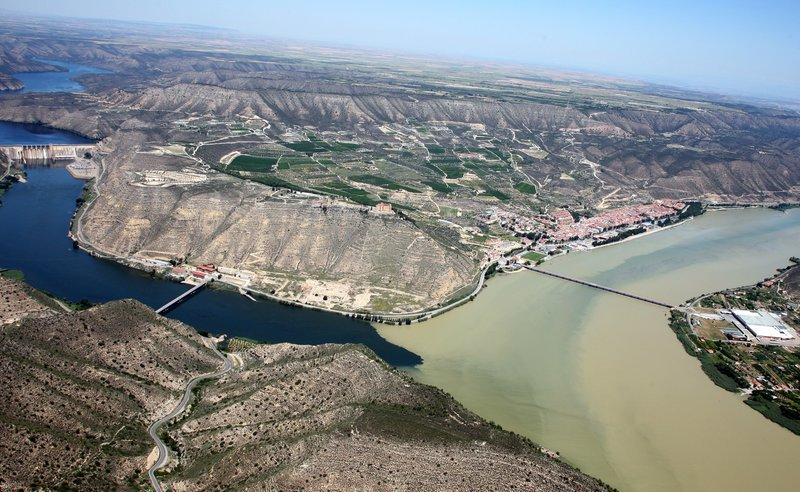
Vue aérienne de Mequinenza sur la confluence de l'Èbre (à gauche) avec Segre et Cinca (à droite)

La Comarca del Bajo/Baix Cinca occupe une position privilégiée et stratégique qui en a fait un lieu de rencontre pour les civilisations, les cultures et les langues. Il est traversé par la rivière Cinca, à laquelle il doit son nom, une rivière qui reçoit les eaux de l'Alcanadre et rejoint enfin la rivière Segre qui finit par déposer ses eaux dans la rivière Èbre à Mequinenza.
La région recèle de nombreux vestiges de villages préhistoriques (tels que les sites archéologiques de Castellets ou de Riols à Mequinenza), ibériques, ibéro-romains, romains (comme la Villa Fortunatus), wisigoths, arabes, juifs et chrétiens. Le résultat est un mélange d'art roman, gothique et mudéjar qui envahit le patrimoine et la culture d'une région ancienne.

## Culture
La région est bilingue. Les municipalités de Mequinenza (Mequinensa), Torrente de Cinca (Torrent de Cinca), Velilla de Cinca (Vilella de Cinca) et Zaidín (Saidí) sont principalement catalanophones, tandis que Fraga regroupe un pourcentage similaire de la population catalane et hispanophone. Les municipalités de Ballobar, Belver de Cinca, Candasnos, Chalamera, Ontiñena et Osso de Cinca sont hispanophones.
Plus de 80% des habitants de Bajo / Baix Cinca parlent le catalan occidental. Les civilisations successives qui ont traversé l’histoire à travers ce territoire ont laissé leur culture et leur langue. En ce sens, les Catalans ont débarqué sur ce territoire à l’époque de la Reconquête initiée par Raimond-Bérenger IV de Barcelone qui a repeuplé cette région avec des habitants provenant de la Ribagorza, des Pallars et de l’Urgel. Une langue qui a survécu au présent dans sa variante orale. La majorité de ses habitants sont bilingues en espagnol (langue dans laquelle tout l'enseignement primaire et secondaire est reçu) et en catalan.
Les différentes cultures et civilisations qui ont habité le Bajo/Baix Cinca ont laissé leur marque sur le paysage et le patrimoine qui peuvent maintenant être transformés en une ressource touristique pour apprendre la véritable histoire de la région.

### Château de Mequinenza

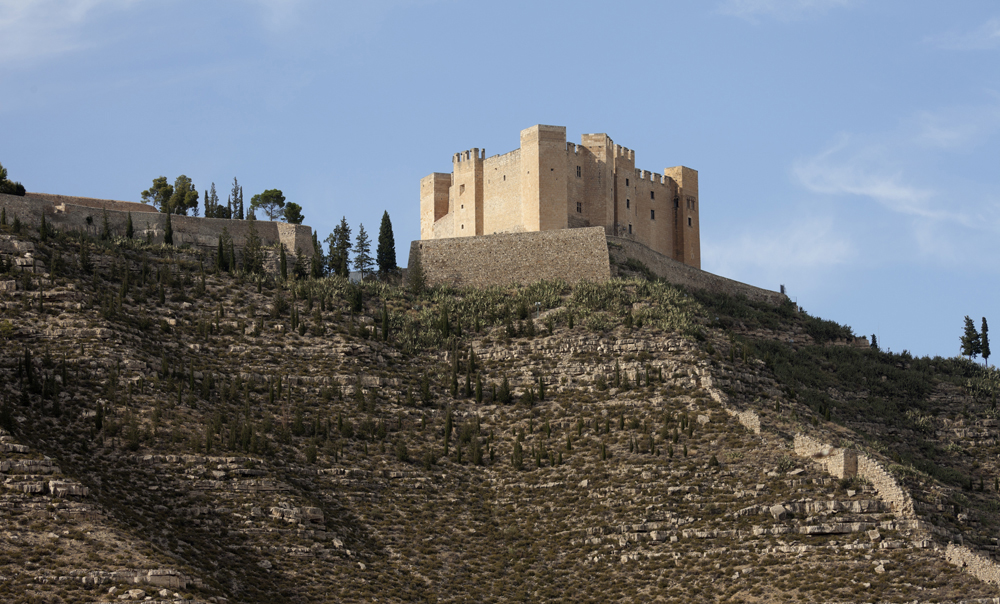
Château de Mequinenza.

Le château se situe presque au bord d'une grande falaise surplombant la confluence des rivières Ebro, Segre et Cinca. Son usine est un quadrilatère irrégulier, avec sept tours rectangulaires sauf une, la plus robuste, curieusement pentagonale. Deux tours flanquent la petite porte semi-circulaire, sous bouclier et protégée par un foulard. Peu de forces auront un meilleur emplacement que celui-ci, en contemplant un paysage vaste et impressionnant sur le confluent des trois rivières et leurs terres environnantes avec la vue d'atteindre les Pyrénées. Il est étonnant que les Moncada, seigneurs de la baronnie de Mequinenza, aient choisi ce nid d’aigles pour la fortification. Le bâtiment est un authentique château-palais, l'un des meilleurs art gothique léguée à la Couronne d'Aragon, en date des XIVe et XVe siècles.

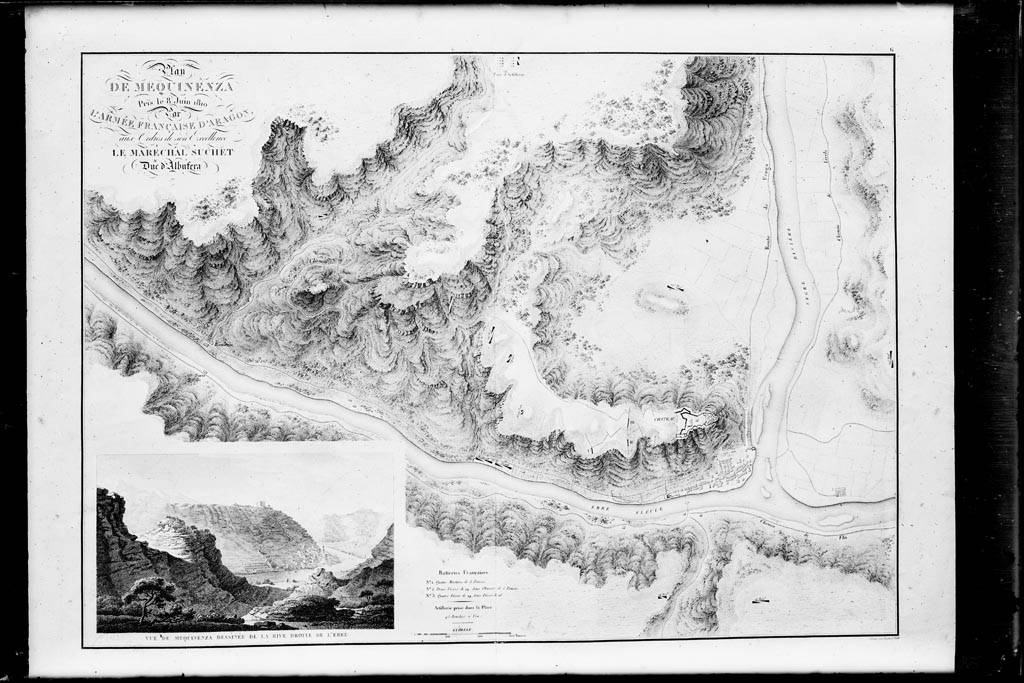
Plan de Mequinenza pris le 8 Juin 1810 par l'armee française d'Aragon aux ordres de S.E. le Marechal Suchet gravé par Richard Wahe.

Forteresse arabe, construite par la tribu berbère des Miknasa vers le XIIe siècle, tribu qui a également donné son nom à la population. Avec la Reconquête est tombé entre les mains de Raimond-Bérenger IV de Barcelone, et après avoir été appartenant à la couronne passa entre les mains de la famille noble de les Moncada. L'un des grands sièges de la place ont souffert pendant la Guerre d'Indépendance espagnole quand elle fut conquise par les troupes du maréchal Suchet, et appartenait jusqu'en 1814 au gouvernement français. Mequinenza est arrivé à être inscrit en grandes lettres sur l'une des colonnes extérieures de l'Arc de Triomphe à Paris comme l'une des grandes victoires françaises dans la péninsule ibérique.
Actuellement, le château appartient à la Fondation ENDESA. Pour visiter le château, il est nécessaire de demander à l'avance la visite à l'Office de tourisme de la Mairie de Mequinenza. Des visites guidées ont lieu le mardi matin sur demande préalable.

### Musées de Mequinenza

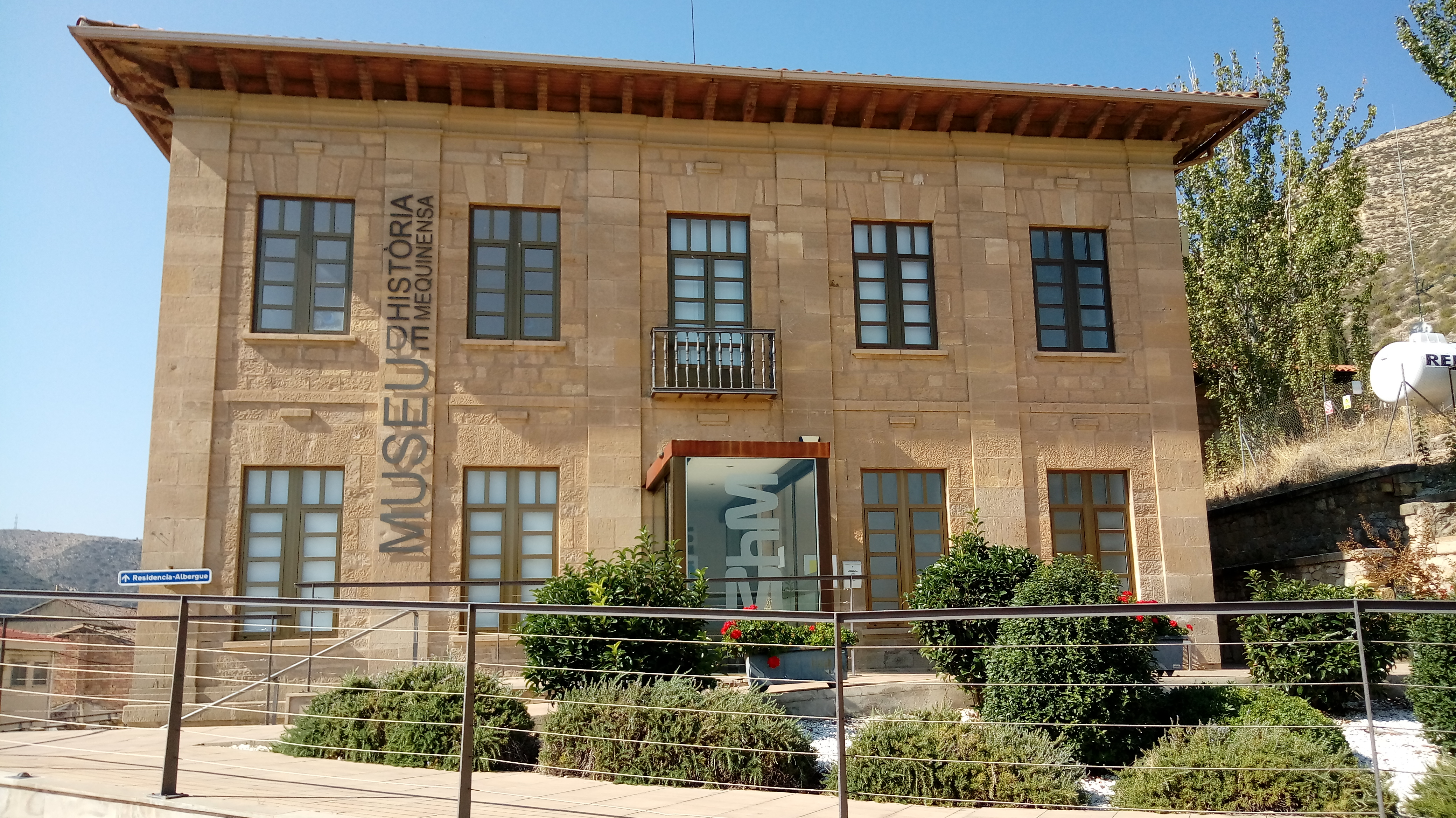
Musées de Mequinenza.

Dans les Musées de Mequinenza, vous pourrez explorer une galerie souterraine de mine de charbon de plus de 1000 mètres dans le Musée de la Mine, explorer l'histoire de la population jusqu'à la disparition du vieux village situé sous les eaux de l'Èbre dans le Musée d'Histoire ou découvrez comment il a été vécu pendant la Préhistoire au Musée du Passé Préhistorique. Inaugurés en 2008, ils sont situés dans l'ancien groupe scolaire Maria Quintana qui abritait les anciennes écoles de population construites en 1929 et l'un des rares bâtiments encore en activité de la démolition de la vieille ville de Mequinenza après la construction des réservoirs de Ribarroja et de Mequinenza.

### Vieille ville de Mequinenza

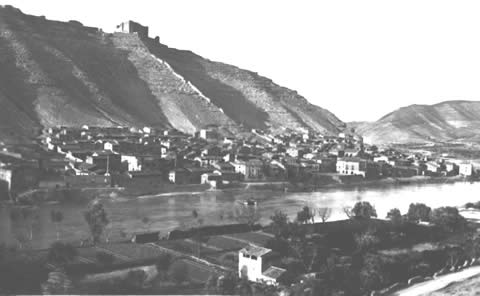
Vieille Ville de Mequinenza

La vieille ville de Mequinenza était située sur la rive gauche de l'Èbre, juste au point où elles convergent avec les eaux de Segre et de Cinca. Il a été presque entièrement démoli lors de la construction du réservoir de Ribarroja. Elle constituait un noyau urbain présentant les caractéristiques des localités de la partie inférieure de l'Èbre, avec un complot urbain remontant à l'ère musulmane.
Avec la construction des réservoirs de Mequinenza et de Riba-roja, la vieille ville située sur les rives de l'Èbre a changé: les industries ont commencé à fermer en raison de l'augmentation importante du niveau d'eau du barrage de Ribarroja et la population a commencé à réclamer alternatives à l'inondation du noyau urbain. Ainsi a commencé un exode pour les habitants de Mequinenza qui ont dû quitter leur domicile pour s'installer dans une nouvelle population. Une partie de l'ancienne population de Mequinenza peut être visitée aujourd'hui car elle est devenue un grand parc à mémoire en plein air. Les chemins originaux des rues et des maisons qui se trouvaient au-dessus du niveau de l'eau ont été retrouvés dans les ruines.

## Nature
Les plantes dominantes dans la région sont des espèces méditerranéennes adaptées à la sécheresse et aux conditions climatiques difficiles. Ce sont des plantes peu exigeantes, de grande largeur géologique telles que le pin "carrasco", le chêne kermès, le romarin ou le thym. La faune est liée à la steppe, au bord de la rivière et au désert de Monegros. Nous pouvons observer des hérissons, des rongeurs et des chauves-souris qui vivent à côté des renards, des lapins et des cerfs. En ce qui concerne les oiseaux, le territoire comprend six zones de protection spéciale pour les oiseaux: El Basal, Las Menorcas et Llanos de Cardiel, le réservoir de Pas et Santa Rita, La Retuerta et Saladas de Sástago, l'Aiguabarreig de Mequinenza, la Sierra de Alcubierre et Valcuerna, Serreta Negra et Liberola. 

### Aiguabarreig de Mequinenza

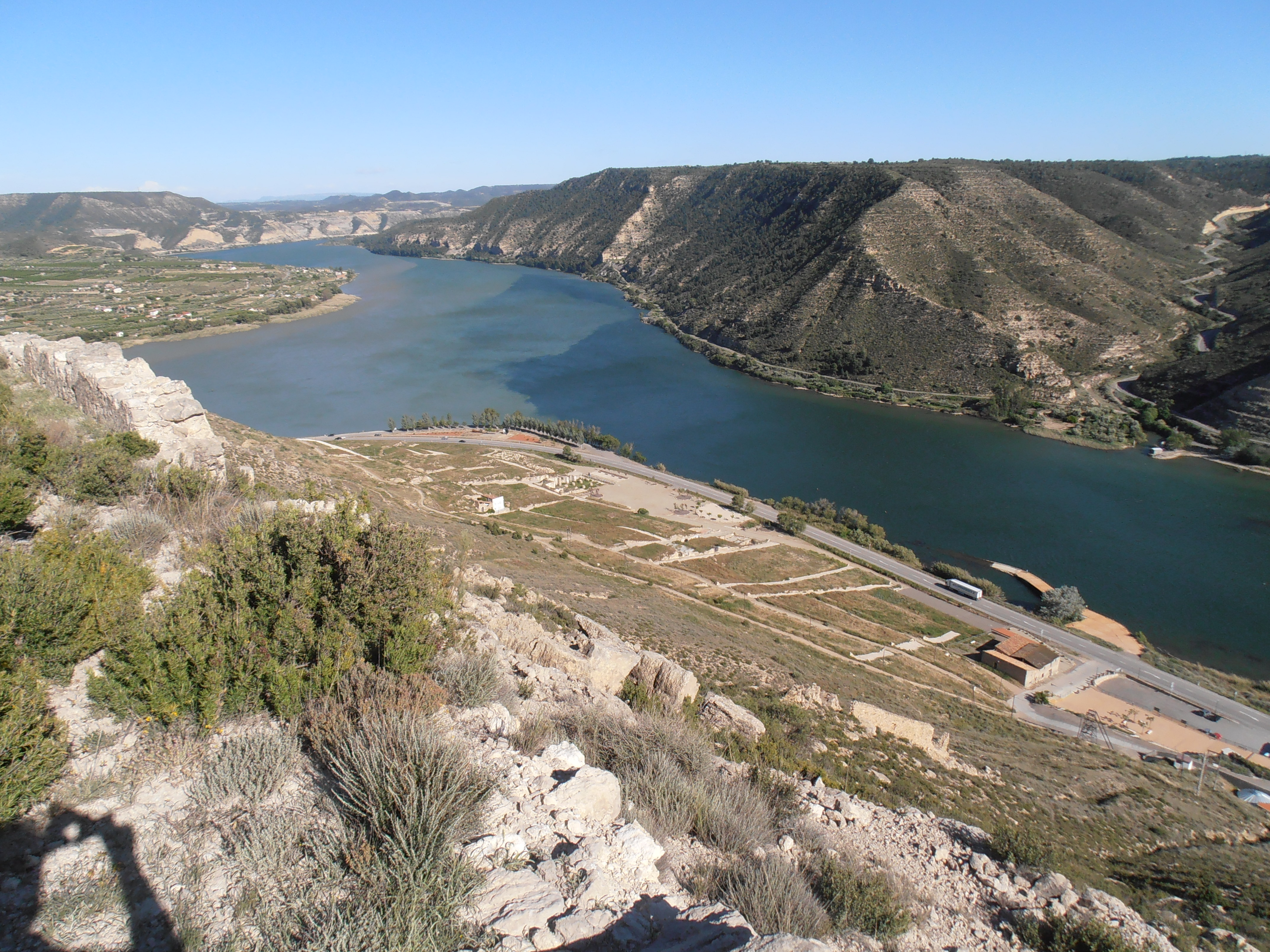
Vue de l'Aiguabarreig sur le Château de Mequinenza.

Dans l’Aiguabarreig, il y a des centaines de mètres de largeur d’eau, de nombreuses îles fluviales et forêts riveraines, de grandes masses de carrizal, des plages de galets, des piscines et des galchos. C’est un point de confluence de la flore steppique de la région aride de Monegros et de la flore méditerranéenne qui s’élève dans la vallée de l’Èbre, grâce à laquelle des espèces de milieux totalement opposés coexistent. Les oiseaux constituent le groupe le plus nombreux et vont des colonies brûlées à tous les types de rapaces et d’oiseaux typiques des environnements désertiques. Vous pouvez également trouver des reptiles, des amphibiens et des mammifères, en particulier des chauves-souris, des cerfs, des chevreuils, des loutres et la présence de plus en plus abondante de chèvres sauvages.

## Tourisme

### Pêche Sportive

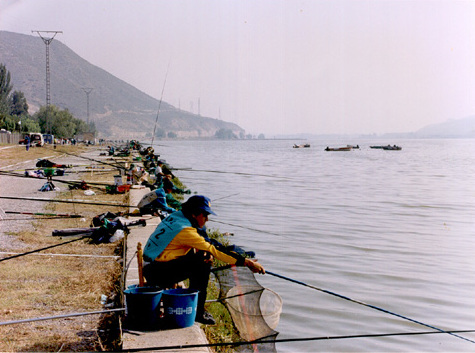
Pêche a Mequinenza.

L'une des espèces les plus particulières de Mequinenza est le poisson-chat. Poisson originaire d’Europe centrale, introduit illégalement à Mequinenza au printemps 1974. Les premiers poissons-chats lâchés sont des alevins. Au milieu des années 80, des morceaux de plus d’un mètre de long ont été capturés. Il est devenu son plus grand habitat en Espagne. Mequinenza est devenue un lieu de référence international pour les amateurs de pêche de toute l'Espagne et de l'étranger (principalement allemands, français, anglais, américains et japonais), prêts à affronter un poisson dont les caractéristiques l'ont déjà rendu mythique ; atteindre des captures de 250 centimètres et presque cent kilogrammes de poids. On peut également trouver d’autres espèces telles que la carpe commune, la sandre, le blackbass ou les peignoirs. Une trentaine de compétitions de pêche sportive ont lieu chaque année dans le réservoir de Mequinenza.

### Sport
Mequinenza compte 7 itinéraires pour le VTT, la randonnée ou l'équitation qui traversent la municipalité de Mequinenza sous la marque "Senderos Turísticos de Aragón", une initiative de la zone touristique de la Comarca del Bajo / Baix Cinca en collaboration avec la Mairie de Mequinenza et le club Cycliste Mequinenza. Il s’agit de sept itinéraires circulaires de difficulté variable allant de 7 km de long du soi-disant "Segre-Cinca" à 57 km du baptisé "Vallaserra" et totalisant environ 150 km au total dans la municipalité.

### Sports nautiques

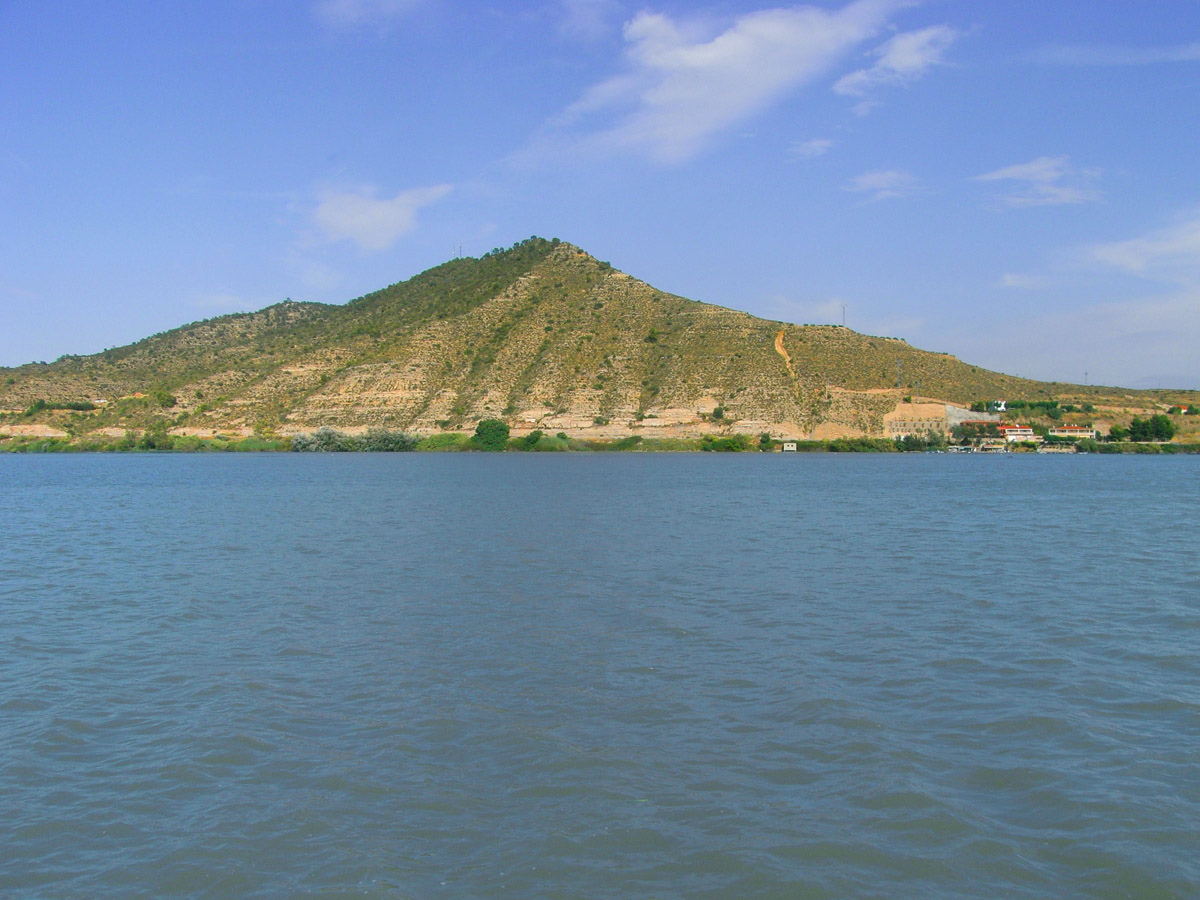
Barrage sur Mequinenza.

Mequinenza possède un circuit considéré comme l'un des meilleurs d'Espagne pour son excellente accessibilité, sa nappe d'eau stable et ses installations sportives sur les rives du réservoir. Dans les eaux calmes de son réservoir, vous pouvez pratiquer de nombreux sports. Vous pouvez même pratiquer le ski nautique avec les autorisations correspondantes dans l'ordre.
Est aussi la localité qui compte un plus grand nombre d'entreprises de tourisme actif et d'aventure (avec siège fiscal dans la commune) de la province de Saragosse et la cinquième au niveau de l'Aragon. Les entreprises de tourisme actif et d'aventure sont identifiées par un logo représentant une rose des vents sur fond jaune et la signature accordée par le Gouvernement d'Aragon. Il s’agit de garantir les visiteurs en offrant des normes de qualité, ce qui, dans le cas de Mequinenza, est très apprécié, ce qui a fait de la ville une référence pour la pêche en Europe et la destination préférée de nombreux pêcheurs internationaux.

### Birdwatching
Les rivières Cinca, Segre et Ebro possèdent un patrimoine naturel avec une excellente variété d'écosystèmes, allant des steppes méditerranéennes aux forêts riveraines, ce qui en fait un paradis avec une biodiversité incomparable. Au fil des ans, la région est devenue une importante colonie de nidification pour de nombreuses espèces telles que l’aigrette (Bubulcus Ibis), l’aigrette commune (Egretta Garzetta), blongios nain (Ixobrichus minutus), le bihoreau gris (Nycticorax nycticorax), la grande aigrette (Ardea alba), le héron (Ardea cinerea) et le héron impérial (Ardea purpurea). 

### Produits de proximité
Vous pouvez également trouver des produits de proximité fabriqués à Mequinenza, tels que l’huile d’olive (rappelez-vous que la population était connue à l’époque musulmane avec le surnom "al-Zaytún" qui signifierait la terre des oliviers) ou le miel (étant historiquement apprécié la cerise, le romarin et le thym).
La cerise de Mequinenza est particulièrement appréciée car la région offre un microclimat qui permet d’obtenir les premières productions de cerises de plein champ de toute l’Europe offrant des cerises aux qualités organoleptiques exceptionnelles, à la fois en termes de dureté, de couleur et de douceur. Les variétés les plus anciennes sont destinées au marché international en Europe centrale et septentrionale, aux Emirats ou même en Asie. De même, on peut également trouver des variétés de pêche, nectarine, raisin, paraguayen ou platerina.

## Personnages illustres

### Jesus Moncada

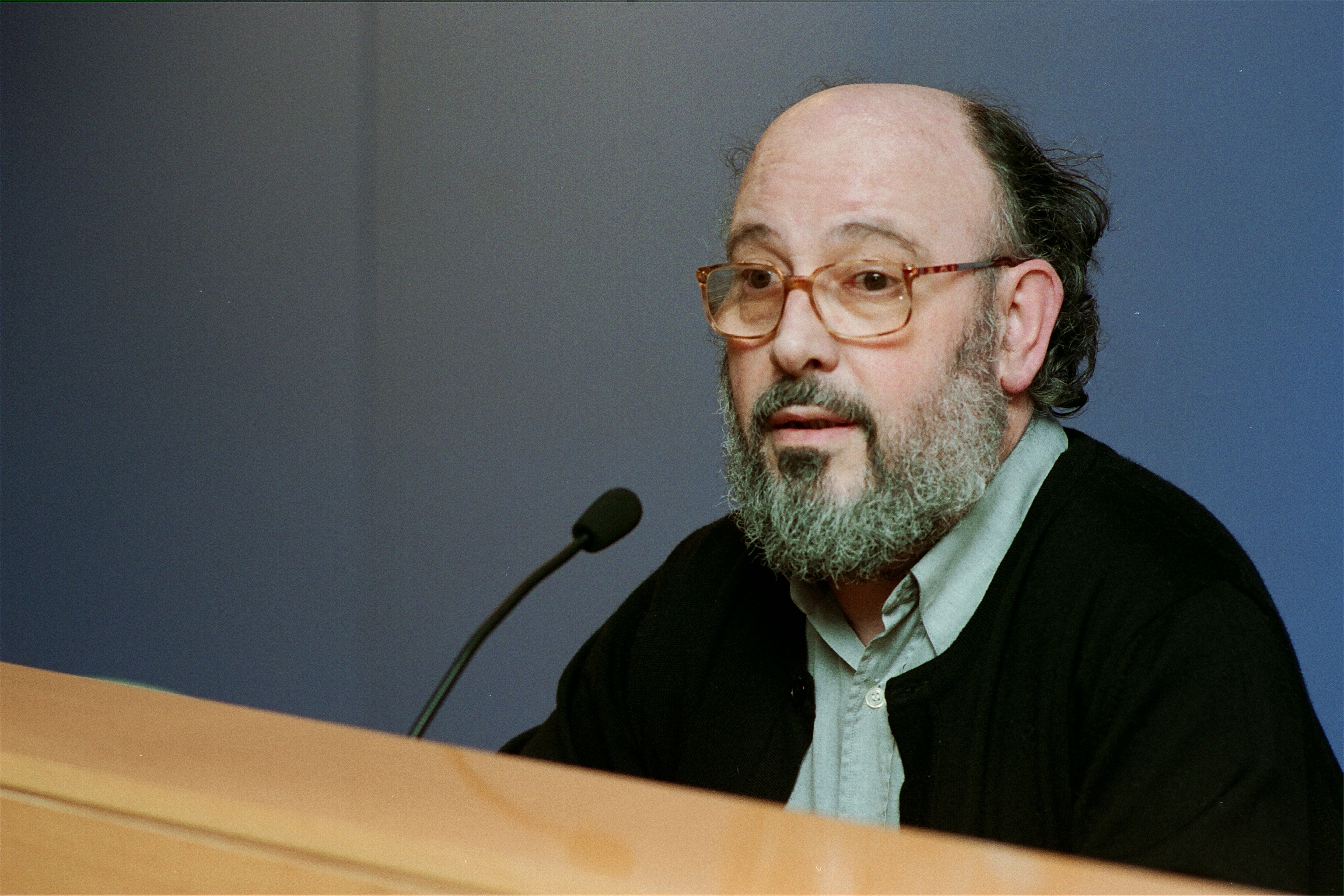
Jesús Moncada.

Mequinenza est également un point de référence pour les amateurs de littérature. Jesús Moncada, l'écrivain le plus universel de la population, a fait de la vieille Mequinenza le théâtre principal des nombreuses histoires personnelles racontées dans ses livres. Le roman Camí de Sirga (Les bateliers de l'Èbre en français) a été traduit en plus de 20 langues (dont le japonais, le suédois et le vietnamien). Il est un amalgame de personnages et d’histoires rappelant l’ancienne Mequinenza et sa tragique disparition. Le livre porte aussi quelques réflexions sur ce qu'est une histoire, un souvenir, un conte, et sur les mensonges qu'ils véhiculent tous. La tonalité générale est assez nostalgique, sans jamais tomber dans l'amertume, mais on peut aussi rire parfois de bon cœur avec certains personnages ou situations. Considéré comme l'un des auteurs catalans les plus importants de son temps, il a reçu plusieurs prix, dont le Prix de la Ville de Barcelone ou le Prix de la Critique Nationale en 1989 pour Camí de sirga (Les bateliers de l'Èbre) ou le Creu de Sant Jordi, octroyé par la Généralité de Catalogne en 2001. En 2004, il a reçu le Prix des Lettres Aragonaises.

### Ramon J. Sender

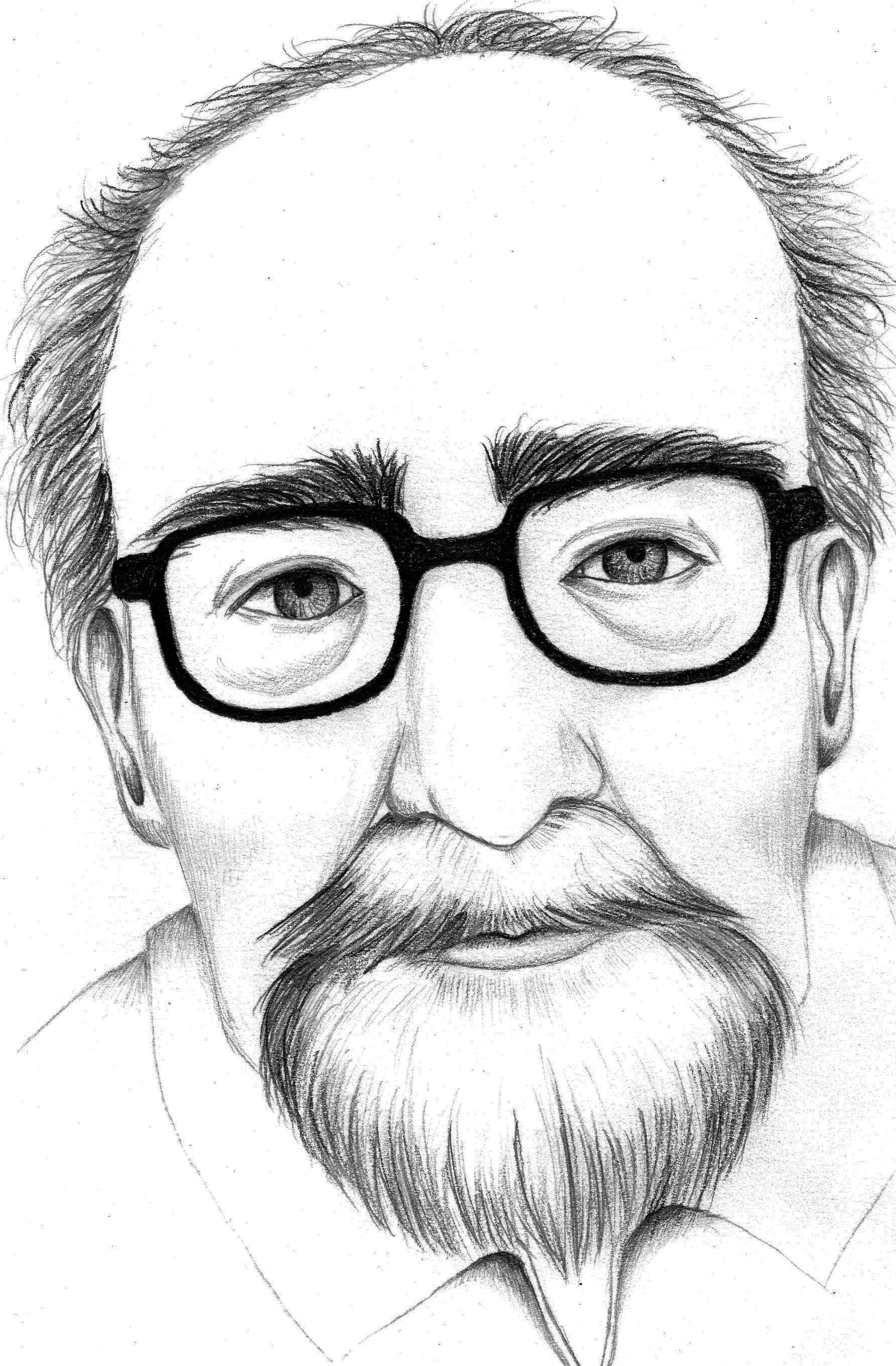
Ramon J. Sender

Ramón José Sénder Garcés, connu comme Ramón J. Sender, né le 3 février 1901 à Chalamera (Huesca, Espagne) est un écrivain, dramaturge, essayiste et poète espagnol.  À 17 ans il s'installa à Madrid où il collabora à diverses publications. Il développe des idées politiques révolutionnaires dans ses premiers romans, annonçant le réalisme social : Imán, roman sur la guerre du Maroc (1930), Orden público, sur la prison (1932), Siete domingos rojos (1932) et Mister Witt en el cantón (1935), inspiré du mouvement cantonaliste de Carthagène, qui lui valut le prix national de littérature.
En 1939, après la guerre d'Espagne, il s'exila au Mexique puis s'installa définitivement aux États-Unis en 1949, où il exerça le métier de professeur de littérature. Sa production littéraire augmenta considérablement durant cette période. Plusieurs de ses œuvres sont dédiées à la guerre civile, comme Contraataque (1938), El rey y la reina (1947), Los cinco libros de Ariadna (1957) et Réquiem por un campesino español (1960).

## Gastronomie
Le Bajo / Baix Cinca est une zone de vergers, où abondent les fruits frais et les noix de qualité, ce qui est recueilli dans les desserts traditionnels tels que el mostillo, le farinosos, la tarte à la citrouille ou figues séchées. La Huerta et les moutons sont également essentiels dans les plats de la région, avec une importance particulière pour la viande de gibier comme le lapin, le lièvre, la perdrix, le sanglier ou le cerf.
Le Bajo / Baix Cinca fournit un espace unique pour la viticulture qui se trouve au nord de la région, plus précisément dans la municipalité de Belver de Cinca. Les huiles d’olive de la variété Arbequina (au goût doux et aromatique et aux notes fruitées) et l’empeltre (au goût doux et sucré, moins intense que la variété Arbequina) constituent un autre ingrédient historique et plus traditionnel de la région. Plusieurs entreprises de la région ont été primées dans de nombreux concours nationaux et internationaux. Il ne faut pas oublier qu'historiquement, les Arabes ont qualifié le cours inférieur de la rivière Cinca comme "rivière des oliviers" ("Nahr al-Zaytún"), terme qui a été incorporé dans les toponymes de certaines localités telles que Mequinenza, alors connue sous le nom de Miknasa al-Zaytun.

## Fêtes et traditions
El Bajo / Baix Cinca est une terre frontière où de nombreuses traditions qui vivent en pleine floraison survivent. Les grandes fêtes de chaque municipalité deviennent l’un des grands axes festifs bien que les fêtes soient réparties tout au long de l’année. À Fraga, la figure des de faldetes est typique, une fête qui rend hommage à ce costume typique de la ville et à l’offrande à la Vierge du Pilier. Dans les autres municipalités, des célébrations telles que les festivités de San Roque à Ballobar, les processions de la Semaine Sainte de Belver de Cinca, la distribution de la Rosqueta à Candasnos, les lundis de Pâques ou le pèlerinage à l'ermitage de San Marcos sont également célébrées à Chalamera, les célébrations de Santa Agatoclia de Mequinenza, les célébrations de la Santa Reliquia à Ontiñena, la concentration équestre du Bajo / Baix Cinca au mois de juin à Osso de Cinca, la verveine de San Juan à Torrente de Cinca, les célébrations de San Lorenzo à Velilla de Cinca ou les fêtes de la Vierge de l'Assomption à Zaidín.
Les Fêtes de San Blas et Santa Águeda sont célébrées à Mequinenza le premier week-end de février ont été déclarées en 2018 Fête d'Intérêt Touristique d'Aragon avec le code F.I.T.A. Numéro 844.